# Hnahthial
Hnahthial é uma vila no distrito de Lunglei, do estado indiano de Mizoram.

## Demografia
Segundo o censo de 2001, Hnahthial tinha uma população de 7123 habitantes. Os indivíduos do sexo masculino constituem 52% da população e os do sexo feminino 48%. Hnahthial tem uma taxa de literacia de 79%, superior à média nacional de 59.5%: a literacia no sexo masculino é de 78% e no sexo feminino é de 80%. Em Hnahthial, 13% da população está abaixo dos 6 anos de idade.